# الدشداشة العمانية

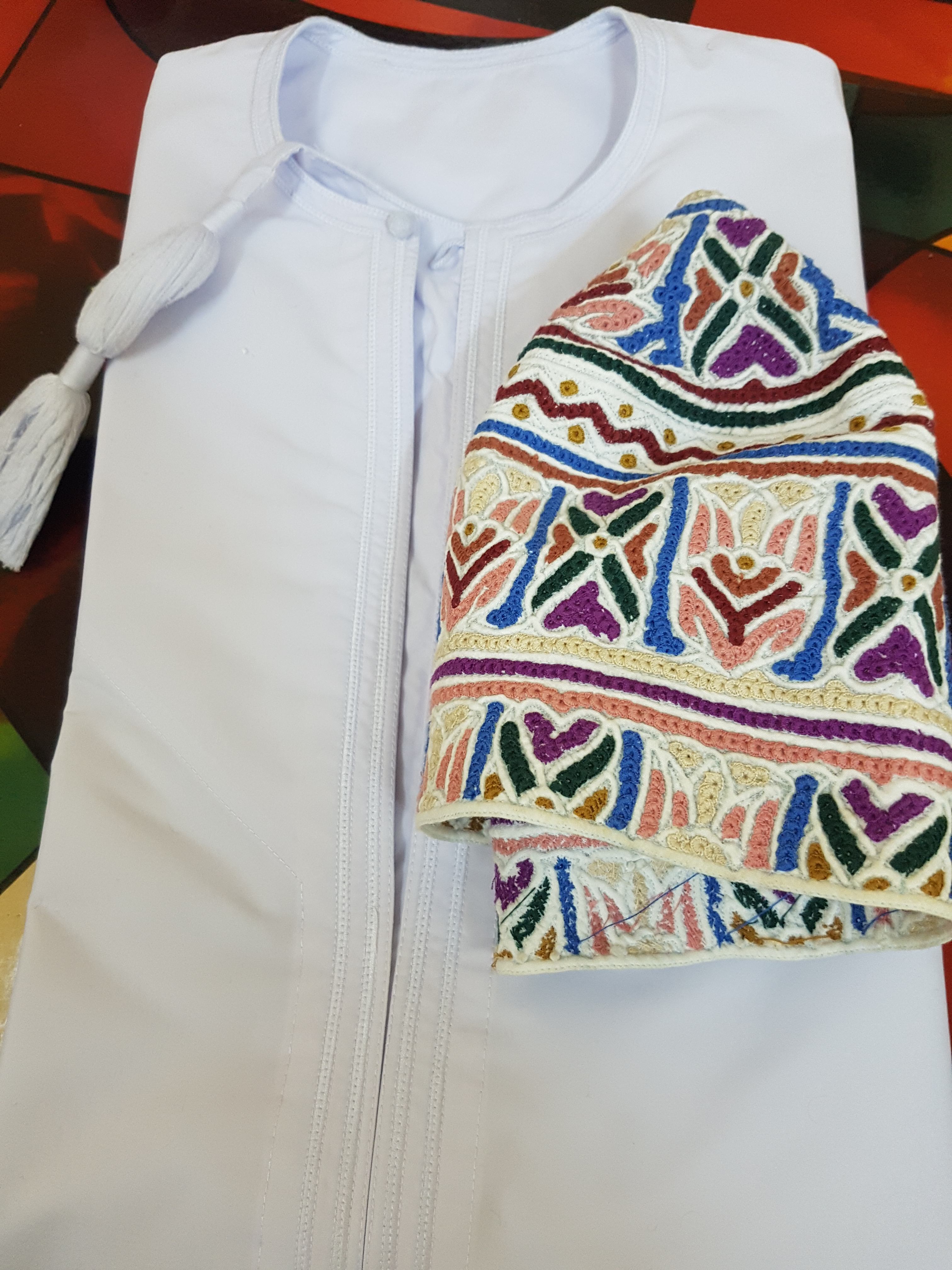
توب عمانية مع كمة

الدشداشة العمانية عبارة عن قطعة من القماش طويلة تفصل وتطرز في محلات خياطة الملابس الرجالية وتغطي الرجل من أعلى القدم إلى الرقبة ، وتتميز الدشداشة بعنق دائري يحيط بها خطوط رفيعة قد يختلف لونه عن لون الدشداشة في بعض الأحيان وذلك يعتمد على رغبة الزبون وذوقه، وتلحق بالدشداشة العمانية وعلى الصدر بشكل خاص فريخة يتراوح طولها من 20 سم إلى 30 سم، وقد تختلف على حسب رغبة الزبون، والهدف من الفريخة أو الطربوشة كما تسمى في بعض المناطق أن تكون مكان خاص للعطور والبخور، وتطرز أطراف وعرى الدشداشة بشريط من اللون نفسه أو لون مختلف، وقد تطرز بنقوش خفيفة تحمل طابع عربي إسلامي في العادة.

## زي مميز

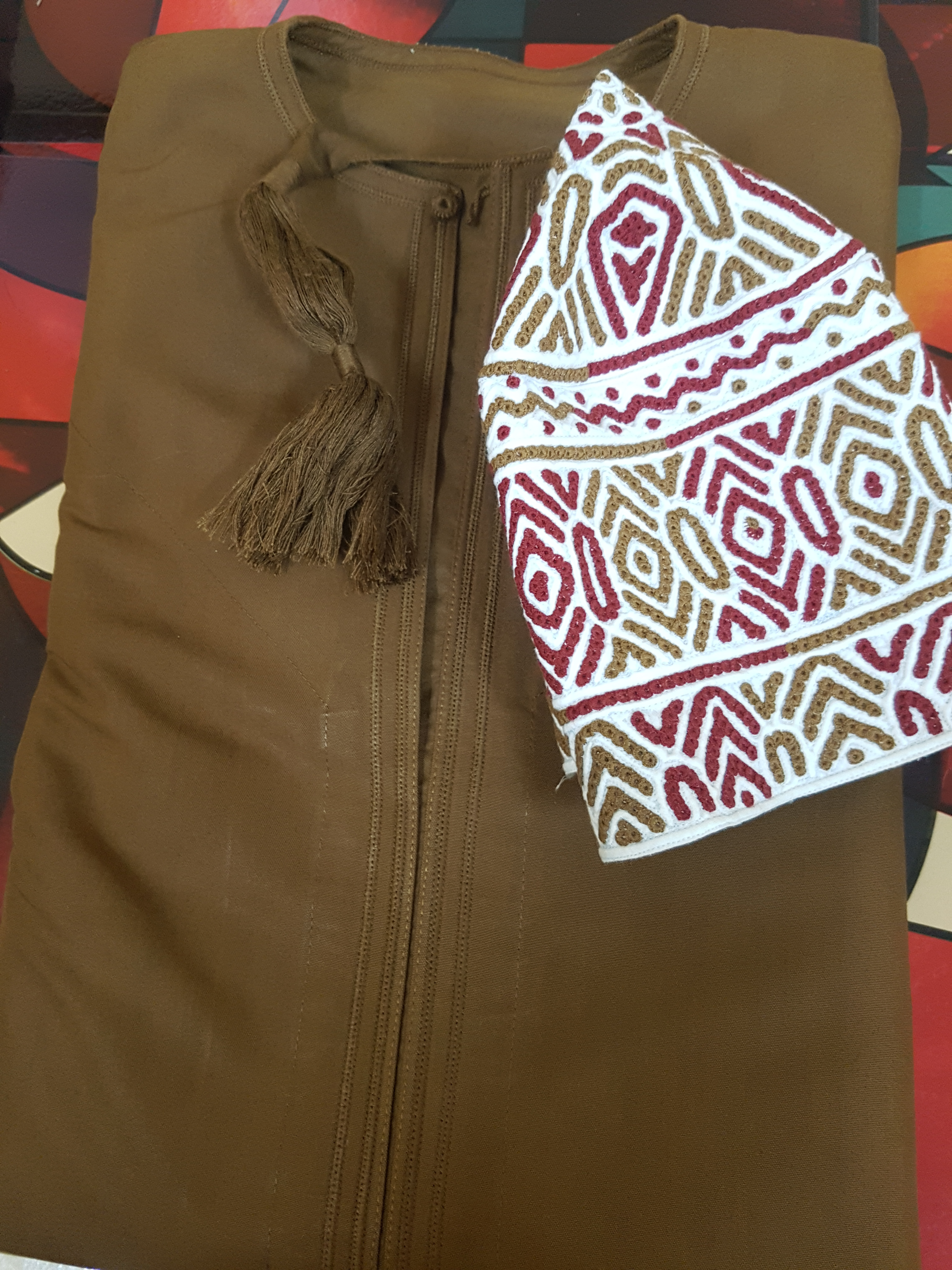
دشداشة عمانية ملونة

يتميز الإنسان العماني بزيه الفريد المميز في الخليج العربي بشكل خاص وفي دول العالم بشكل عام، حيث يتميز الرجل بطلته البهية التي تتكون من ثوبه التي تسمى محليا بالدشداشة . وغالبا ما يلبس الرجل دشداشة بيضاء في المناسبات والأفراح والزيارات وحتى اللون الأبيض والدشداشة تعتبر الزي الوطني للرجال في عمان وعادة ما تلبس عمامة فوق الرأس وتسمى في عمان مصر وقد يستبدل مكان المصر بالكمة العمانية خصوصا في غير المناسبات .و لزيادة الطلة الرجالية بهاء ورجولة يلبس الرجال في المناسبات خنجر عماني ويحملون عصا أو سيف وخاصة في مناسبات الأعراس والأعياد وقد يستبدل السيف بسلاح ناري تقليدي خصوصا في الأعياد.

## مواصفات قياسية للدشداشة
في فبراير من العام 2017 أصدر وزير التجارة والصناعة قراراً وزارياً بأعتماد مواصفات قياسية للدشداشة العمانية وتضمنت المواصفات تعريفاً بالدشداشة وما تحتوي عليه من أجزاء أهمها الفريخة أو الطربوشة كما تسمى في بعض المناطق والمخبأ، والجدير بالذكر أن الدشداشة العمانية صنفت إلى خمسة أنواع دائمة الاستخدام في محافظات ومدن السلطنة بشكل عام ومنها ما تميز الرجال في بعض محافظات وولايات السلطنة مثل محافظة الوسطى وجنوب وشمال الشرقية والبريمي والظاهرة.
كما حددت القرار لكل مميزات كل نوع من أنواع الدشداشة ونوعية القماش المستخدم فيها، والأجزاء الرئيسية أو التي تكمل الثوب.

## زي رسمي
و تعتبر الدشداشة في عمان زياً رسمياً للرجال، وفرض القانون في عمان على الموظفين وطلاب المدارس الحكومية سواء أكانوا عمانيين أم وافدين بارتداء الثوب العماني في المدرسة وذلك حفاظا على الموروث الشعبي للشعب العماني. وتعتبر الدشداشة البيضاء هي المنتشرة بشكل شائع في السلطنة وذلك رغبة من سكان السلطنة التأقلم مع حرارة الجو في الصيف بشكل خاص. ويرتدي الرجال في بعض المناسبات غير الرسمية خصوصا الدشداشة الملونة وذلك وفقا لبعض العادات والتقاليد.

## هوية وطنية
تعتبر الدشداشة رمزاً من الرموز الوطنية، حيث تعمل الحكومة العمانية بجهد واضح لمكافحة محاولة تشويه طريقة خياطة وبيع الملابس، حيث تصدر الحكومة بين فترة وأخرى قرارات للمحافظة على الهوية التقليدية للدشداشة. ومن المعروف أن الدشداشة العمانية قد تتنوع إلى عدة أنواع منها الدشداشة الصورية ذات التطريز المميز، حيث يتميز هذا النوع بكثرة النقوش التي تغطي نسبة كبيرة من الثوب ولكنها منتشرة بشكل أقل في بعض الولايات خصوصا ولاية صور الساحلية ومنها أستمدت الثوب أسمها.

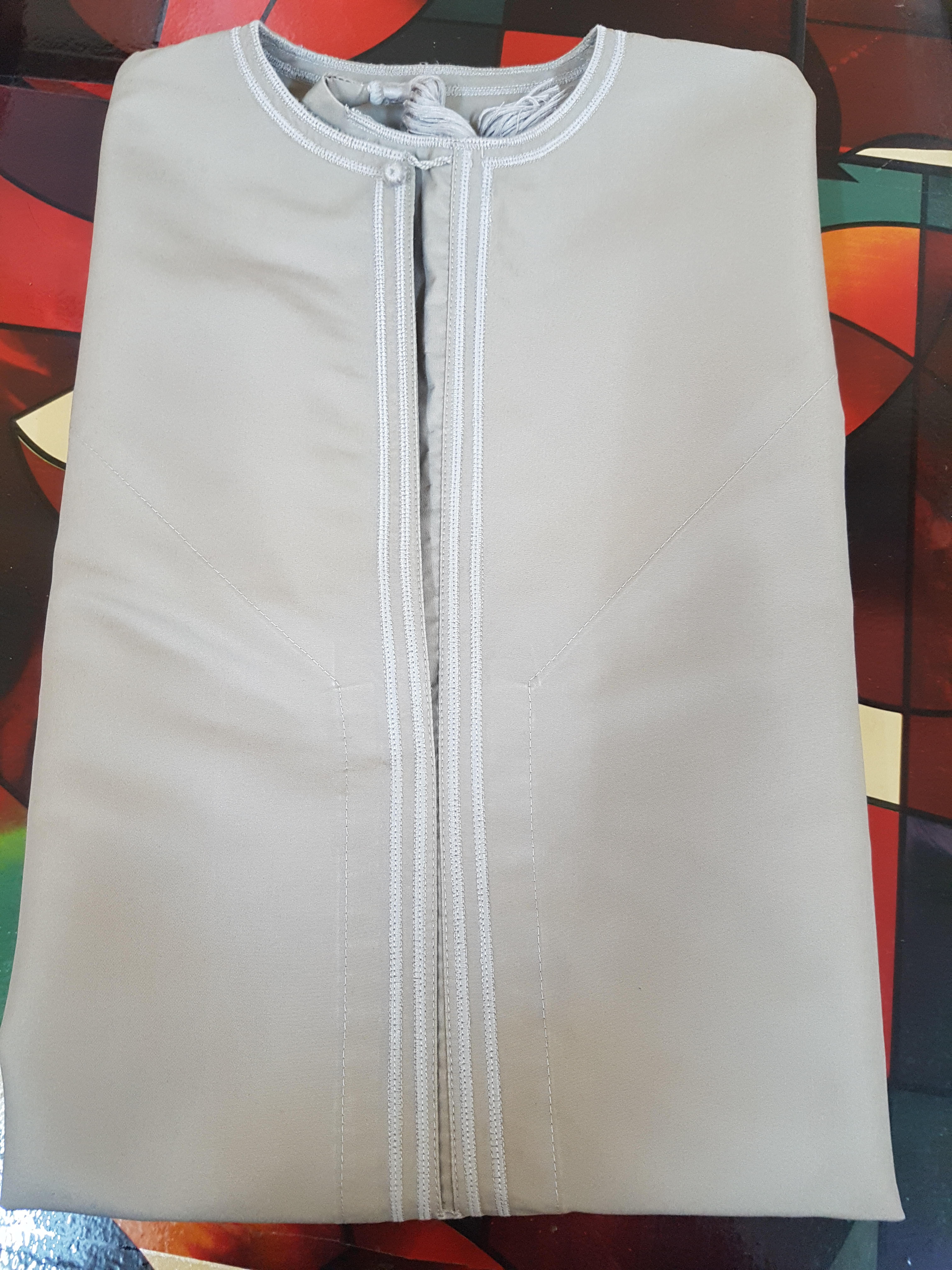
دشداشة عمانية ملونة بألوان زاهية

## اقرأ أيضا
- سلطنة عمان
- أزياء عمانية
- معالم من سلطنة عمان

## وصلات خارجية
1. أثير

1. جريدة عمان

- وزارة الخارجية
- وزارة الإعلام
- وزارة الاقتصاد الوطني
- تاريخ خطي لعمان -بالإنجليزية
- صور لعمان
- وزارة البلديات الإقليمية وموارد المياه